# Кронке, Стэн
Э́нос Стэ́нли «Стэн» Кро́нке (англ. Enos Stanley «Stan» Kroenke, род. 29 июля 1947 года) — американский предприниматель. Его жена, Энн Уолтон, наследница империи Wal-Mart. Кронке является владельцем профессиональной баскетбольной команды «Денвер Наггетс», футбольной команды «Колорадо Рэпидз» и хоккейной команды «Колорадо Эвеланш», а также основным владельцем английского футбольного клуба «Арсенал» (97,13% акций, остальные 2,87% —  в свободном обращении) и обладателем 40%-ой доли в команде NFL «Лос Анджелес Рэмс». Вместе с «Колорадо Эвеланш» стал обладателем Кубка Стэнли 2022 года как владелец команды, а в 2023 году стал чемпионом НБА как владелец «Наггетс». В настоящее время проживает в городе Коламбия, Миссури.

## Биография
Кронке получил степень бакалавра искусств, бакалавра наук и магистра делового администрирования Университета Миссури. В 1983 году он основал Kroenke Group, компанию занимающуюся развитием недвижимости, которая построила множество магазинов и жилых зданий. После его женитьбы на Энн Уолтон, его компания получила эксклюзивное право на развитие недвижимости рядом с магазинами Wal-Mart. Он также управляющий THF Realty, независимой компании по развитию недвижимости в пригородах. Кронке основал эту компанию в Сент-Луисе в 1991 году.

## Kroenke Sports Enterprises
Кронке один из важнейших людей в спортивном бизнесе. Как глава Kroenke Sports Enterprises, он владеет 40 % клуба Национальной футбольной лиги «Лос-Анджелес Рэмс», с момента переезда команды в Миссури в 1995 году. В 2010 году Кронке высказал интерес в приобретении оставшихся акций команды. В 2000 году он стал единоличным владельцем команды Национальной баскетбольной ассоциации «Денвер Наггетс» и Национальной хоккейной лиги «Колорадо Эваланш», выкупив команду у её бывшего владельца Чарли Лайонса. В 2002 году он вместе с легендой американского футбола Джоном Илуэем и Пэтом Боуленом купил команду «Колорадо Раш». В 2004 году он продолжил рост своей спортивной империи, купив команду Национальной лиги лакросса «Колорадо Мамут» и команду MLS «Колорадо Рэпидз» у Фила Аншультца.
Sports Enterprise также является владельцем «Пепси Центра» и совладельцем Dick’s Sporting Goods Park в Соммерсе, Колорадо, который был построен его компанией. В 2004 году Кронке запустил кабельный канал Altitude Sports and Entertainment, который показывает все игры команд, владельцем которых является Кронке. Кронке также основал компанию по продаже билетов TicketHorse.